# Anenou
ʿAnenou ou Aneinou (hébreu : עננו ou ענינו « Réponds-nous »), également appelée birkat ou tefillat taanit (hébreu : ברכת\תפילת תענית « bénédiction » ou « prière du jeûne ») est une prière pénitentielle de la liturgie juive, intercalée dans la prière des dix-huit bénédictions lors des jours de jeûne privés et publics (à l’exception de Yom Kippour).
La prière, avec des variantes selon les rites, implore Dieu de ne pas se détourner de son peuple et de lui répondre à l’heure de sa peine.

## Anenou dans les sources juives
La tefilat taanit est mentionnée pour la première fois dans la Mishna, lors de la description d’un rituel propitiatoire pour l’obtention des pluies. Celui-ci, réalisé les jours de sécheresse, est marqué par un jeûne public, diverses marques de deuil et admonestations au repentir. L’officiant rajoute en outre six prières aux dix-huit bénédictions, la sixième de ces prières se clôturant sur la formule haʿonè bèʿèt tzara (« qui répond à l’heure de détresse » ou « de peine »), par référence à Jonas 2:8.
La formule Anenou est introduite par Rabbi Zeira (en) au nom de Rabbi Yirmeya (en) lors de la discussion sur les rituels. Selon cet enseignement, il incombe au particulier d’insérer, lors des jours de jeûne public, une bénédiction analogue à la sixième prière au cours de sa récitation individuelle, entre la bénédiction hagoël et la bénédiction harofè. Toutefois, selon Rabbi Yannaï, qui rapporte l’opinion au nom de Rabbi Shimon ben Laqish, cela doit se faire dans la bénédiction shomea tefilla.
La controverse reçoit une solution en Babylonie : Rav Sheshet (en) et Rav Isaac bar Rav Yehouda sont d’avis qu’il est inconvenant pour un individu d’insérer une bénédiction pour lui-même (qu’il s’agisse d’un jeûne individuel ou d’une prière individuelle lors d’un jeûne public) ; par conséquent, anenou doit être récitée en tant qu’appendice à la prière shomea tefilla lors d’une prière individuelle et en tant que prière supplémentaire indépendante, pourvue de sa propre formule de clôture, lors de la prière collective uniquement.
Cette dernière opinion est consacrée en loi, ainsi qu’il ressort de midrashim ultérieurs, dont l’un demande quand insérer la bénédiction lors d’un jeûne privé à chabbat. Toutefois, les usages diffèrent entre communautés quant aux temps de récitation.

## Observances relatives à Anenou
Lors des prières individuelles, l’orant récite Anenou à la suite de la bénédiction shomea tefila et conclut par shomea tefilla (« qui entend la prière »). Lors des prières collectives, l’officiant la récite comme une prière à part entière entre la septième et la huitième bénédiction, concluant par la formule haʿonè bèʿèt tzara .

### Variantes textuelles
La formule originelle de la prière rapportée par Rabbi Zeira dans le Talmud de Jérusalem est :

« עננו ה' עננו בעת ובעונה הזאת כי בצרה גדולה אנחנו ואל תסתר פניך ממנו ואל תתעלם מתחינתינו כי אתה ה' אל חנון ורחום עונה בעת צרה פודה ומציל בכל עת צוקה ויצעקו אל ה' בצר להם ממצוקותיהם יוציאם בא"י העונה בעת צרה »

« Réponds-nous, H’, réponds-nous en ce moment et en ce temps car nous sommes en grande détresse. Ne détourne pas ta face de nous et ne repousse pas nos supplications car tu es, H’, un dieu miséricordieux et clément, répondant à l’heure de détresse, délivrant et sauvant à chaque heure de calamité [ainsi qu’il est dit] "Mais ils crièrent vers H’ dans leur détresse, il les fit sortir de leurs angoisses". Béni sois-tu, H’, qui répond à l’heure de détresse. »